# Specialstyrker
Specialstyrker er enheder, der er oprettet og trænet til at udføre specialmissioner.
Udfører også anti-terror-opgaver, opklaring, sabotage og uddanner allierede guerillastyrker.
Specialstyrker udgøres ofte af relativt små enheder af soldater med en lang og grundig træning bag sig. Benytter sofistikerede våben og andet militært udstyr. Er oftest uddannet til at operere selvstændigt, skjult for fjenden og med en høj grad af samarbejde i grupperne.
Betegnelsen specialstyrker er vag. Det er svært at præcisere hvad der er specialstyrker, og hvad der er elitestyrker. Generelt kan man sige at elitestyrker skal kunne udføre de samme opgaver som almindelige hærenheder, bare bedre, mens specialstyrker kan udføre specialiserede operationer.
Optagelseskravene til specialstyrker er generelt høje, og optagelsesprocessen kan tage år. Som følge af styrkernes hemmelige natur gennemgår kandidater forud for optagelsesprøverne et omfattende sikkerhedscheck.
Specialstyrker kendes også navne som kommandosoldater, frømænd og anti-terrorkorps.

## Danske specialstyrker

### Hæren
- Jægerkorpset

### Søværnet
- Frømandskorpset
- Siriuspatruljen

### Hjemmeværnet
- SSR – Hjemmeværnets Særlig Støtte og Rekognosceringskompagni – benævnt Patruljekompagniet HOK ind til 1/1-2007.

### Politiet
- Politiets Aktionsstyrke
- Politiets Livvagtsstyrke

## USA
- Navy SEALs
- Army Special Forces/De Grønne Baretter
- Delta Force
- Force Recon Marinekorpsets specialenhed.
- US Army Rangers
- Task Force 373

## Storbritannien
- Special Air Service (SAS) Her er der tale om tre regimenter; 21., 22. og 23. SAS. Det 22. Regiment er fuldtidsprofessionelt, mens de andre to er reservestyrker Special Air Service (Reserve) [1].
- Special Boat Service (SBS) er den britiske pendant til Frømandskorpset. Danskeren Anders Lassen gjorde tjeneste i denne enhed under 2. verdenskrig.
- Special Reconnaisance Regiment (SRR) er en særlig støtteenhed for SAS og SBS.
- Commandos.

## Frankrig
- Groupe d'Intervention de la Gendarmerie Nationale (GIGN] er det franske forsvars antiterrorkorps.

## Polen
- Wojska Specjalne.
- JW GROM.

## Tyskland
- Kommando Spezialkräfte (KSK).
- Grenzschutzgruppe 9 (GSG-9).

## Rusland
- Spetsnaz.